# 反地球

菲洛勞斯認為有一顆「反地球」（Antichthon）圍繞「中央之火」（未標示）運行，且無法從地球上觀測到。上方的插圖描繪了地球的夜晚，而下方的插圖則描繪了地球的白天。

反地球（Counter-Earth）是一個假設性的太陽系天體，它位於太陽系的另一側，與地球相對運行。「反地球」（或稱Antichthon，希臘語：Ἀντίχθων）最早由前蘇格拉底時期的希臘哲學家菲洛勞斯（約公元前470年－約公元前385年）提出，以支持他的非地心說宇宙觀。在他的理論中，宇宙中的所有天體皆圍繞著一個「中央之火」（Central Fire）運行，而此中央之火與太陽不同，且從地球上無法直接觀測到，太陽本身也繞著它運行。
到了現代，人們將一顆始終位於太陽另一側、與地球相對的假設性行星被稱為「反地球」，這一概念在不明飛行物（UFO）相關的說法中屢次出現，也成為科幻作品（特別是科幻小說與影視作品）中的常見主題。

## 反地球出现的必要性
在公元前500年，那时候的哲学家大多认为地球是球形的，在地平线处的物体的表现可以很容易的证明这一点。这种理论意味着地球表面的物体受到地心的某种力的吸引来保证它们不会掉下去。同时天上的恒星与行星必须也是绕着地球的中心运动，否则可以猜到它们会变得越来越远。这些在那时来看是合理的，于是产生了地心说的世界观。